# Isla James (Washington)

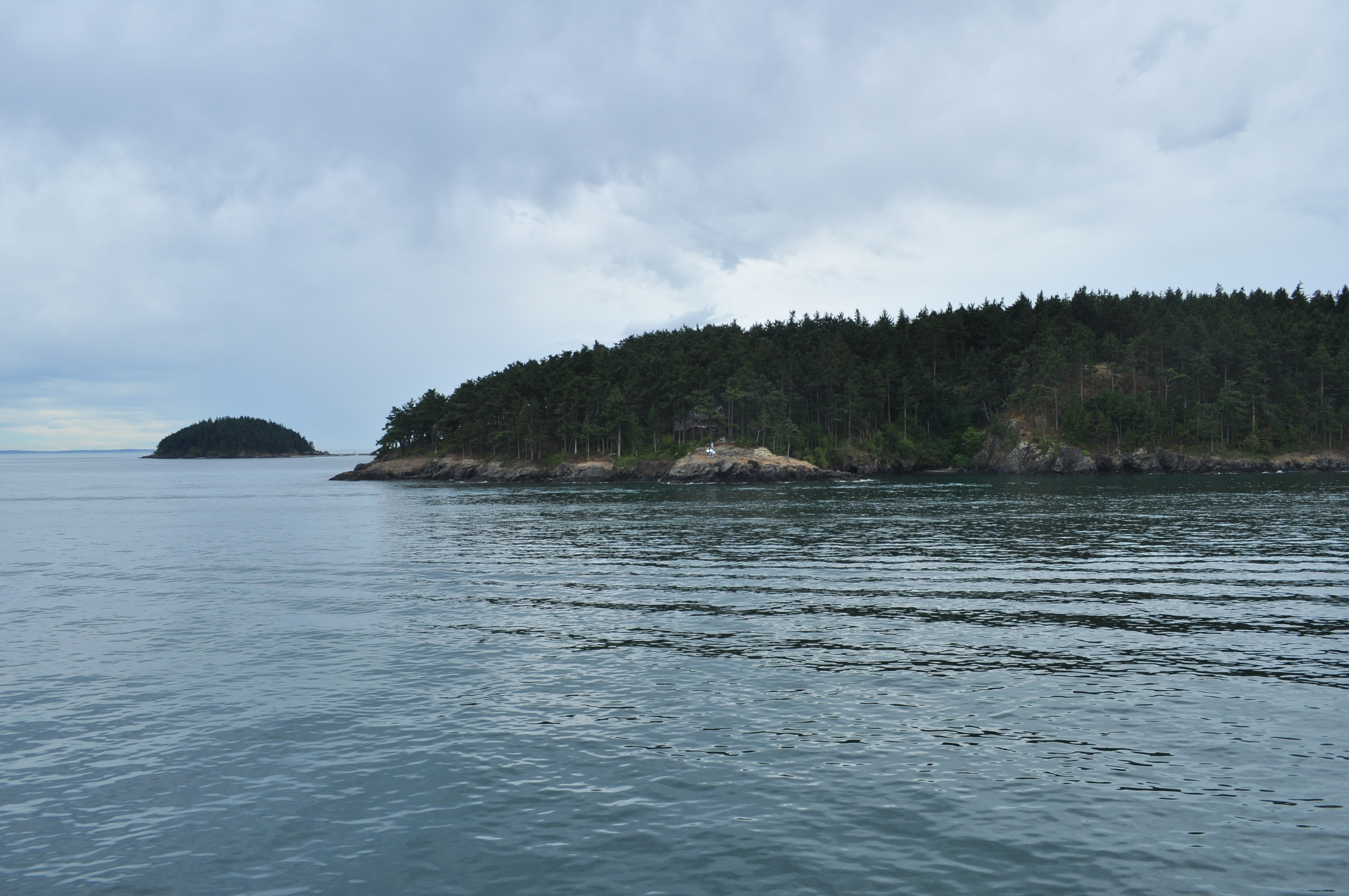
Vista de la isla James

La isla James  es una isla del archipiélago de las islas San Juan, situadas en el estrecho de Georgia. Pertenecen al Estado de Washington, Estados Unidos.
La isla posee un área de 0.472 km² y está deshabitada, según el censo de 2000. Toda la isla compone el Parque Estatal de la Isla James. Se encuentra entre la isla Decatur y la localidad de Anacortes. 